# The Damage Done
The Damage Done – pierwszy w historii singel zespołu The Sisters of Mercy. Został nagrany przez dwóch panów, którzy "chcieli siebie usłyszeć w radio", to jest Andrew Eldritcha oraz Gary'ego Marksa.

## Spis utworów
Strona A
1. The Damage Done

Strona B
1. Watch
2. Home Of The Hitmen